# Obstojno organsko onesnaževalo
Obstojna organska onesnaževala (znana tudi pod angleškim izrazom Persistent Organic Pollutants, POP) so organske spojine z negativnim vplivom na okolje in človeško zdravje, ki so odporne na razgradnjo z naravnimi kemičnimi, biološkimi in fotolitičnimi procesi v okolju. Običajno so to halogenirane organske spojine z visoko lipofilnostjo in kemično obstojnostjo na račun neobčutljivosti vezi C-Cl za hidrolizo in fotolizo. V določenih pogojih so hlapni, kar pomeni, da se lahko učinkovito razširjajo v okolju in pridejo v živali ter človeka z zaužitjem, vdihavanjem ali prek matere na zarodek. Zaradi lipofilnosti se nato kopičijo v maščobnem tkivu živali, kar se še potencira z biomagnifikacijo po prehranjevalni verigi. Stabilnost in lipofilnost sta pogosto povezani z vsebnostjo halogenov, zato so polihalogenirane organske spojine še posebej problematične. Nekatera obstojna organska onesnaževala imajo naraven izvor, nastajajo na primer v določenih geoloških in bioloških procesih, večina pa je umetno sintetiziranih. Uporabljajo se med drugim kot pesticidi, topila, zdravilne učinkovine in prekurzorji v kemični industriji.
Obstojna organska onesnaževala so strupena; izpostavljenost lahko pri živalih vključno s človekom povzroči, odvisno od konkretne snovi in odmerka, razvojne motnje, kronična obolenja in tudi smrt. Mednarodna agencija za raziskave raka razvršča nekatere od njih med karcinogene. Večina deluje tudi kot hormonski motilci in imajo že pri zelo nizkih koncentracijah kvaren vpliv na razvoj, če je zarodek izpostavljen v kritičnem trenutku. Zaradi nevarnosti je Program ZN za okolje sprejel Stockholmsko konvencijo o obstojnih organskih onesnaževalih, ki ureja ravnanje s temi snovmi in jo je ratificirala večina svetovnih držav. Po načelu previdnosti se konvencija osredotoča zlasti na prepoved proizvodnje in trgovanja ter iskanje alternativ, v manjši meri pa tudi ravnanje z obstoječimi zalogami in odpadki najbolj problematičnih predstavnikov, kot so poliklorirani bifenili (PCB), insekticidi aldrin, dieldrin, endrin in DDT ter drugi.